# Glaresis pardoalcaidei
Glaresis pardoalcaidei är en skalbaggsart som beskrevs av Martinez, Guido Pereira och Maria Aparecida Vulcano 1961. Glaresis pardoalcaidei ingår i släktet Glaresis och familjen Glaresidae. Inga underarter finns listade i Catalogue of Life.